# 別所町興治
別所町興治（べっしょちょうおきはる）は、兵庫県三木市にある大字。旧美嚢郡別所村大字興治。郵便番号は673-0442。

## 地理

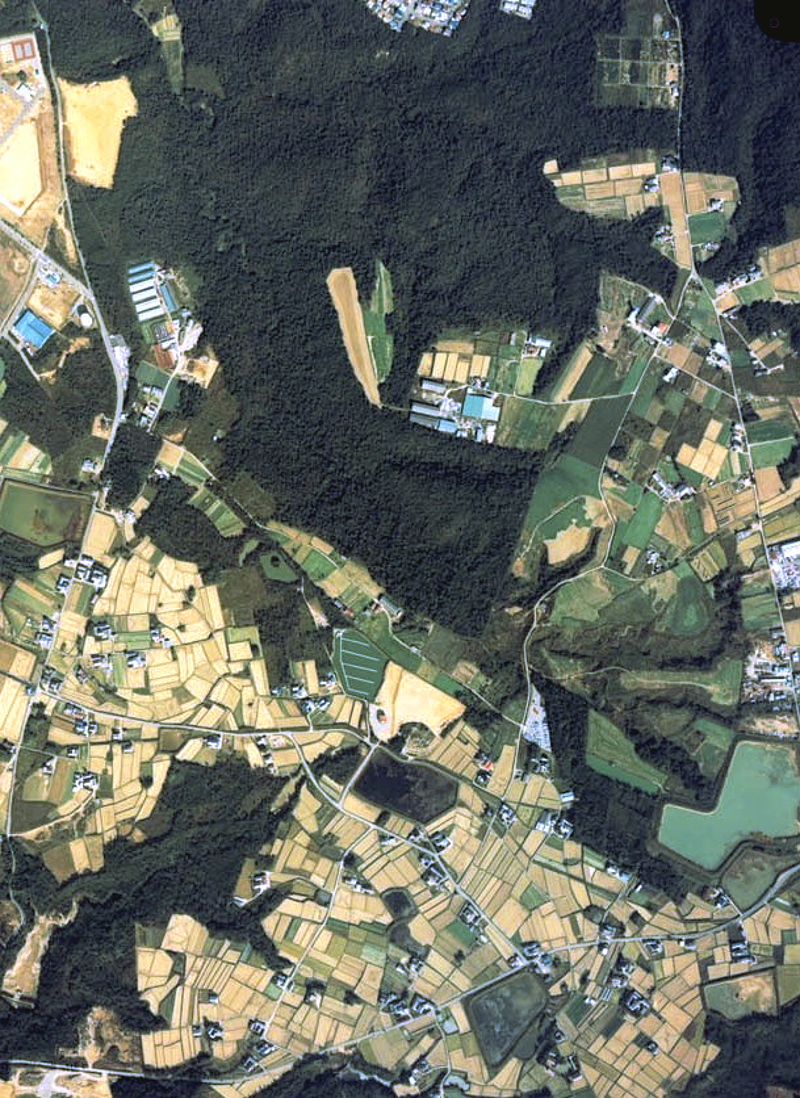
1980年度の別所町興治

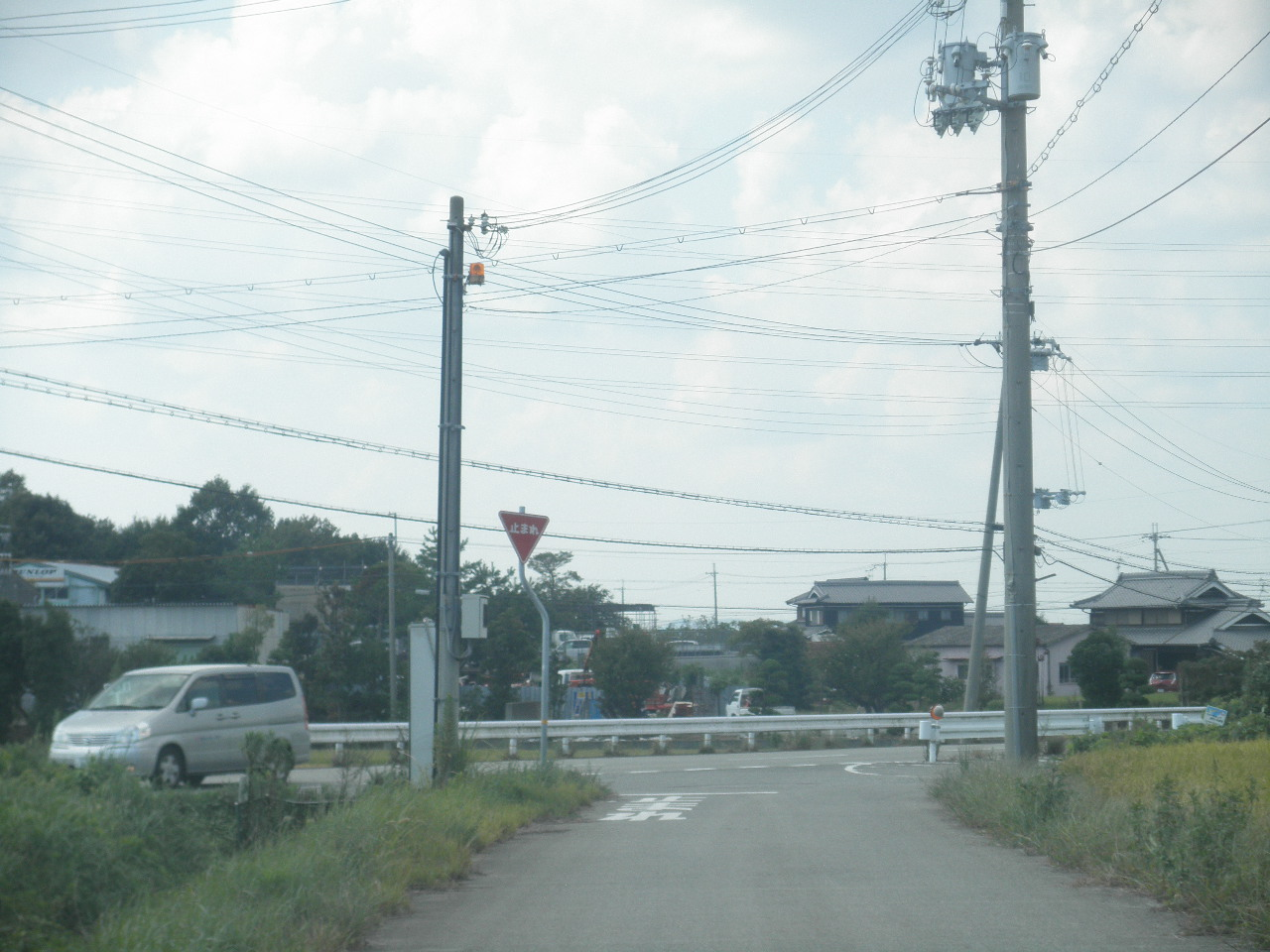
別所町興治の街並み

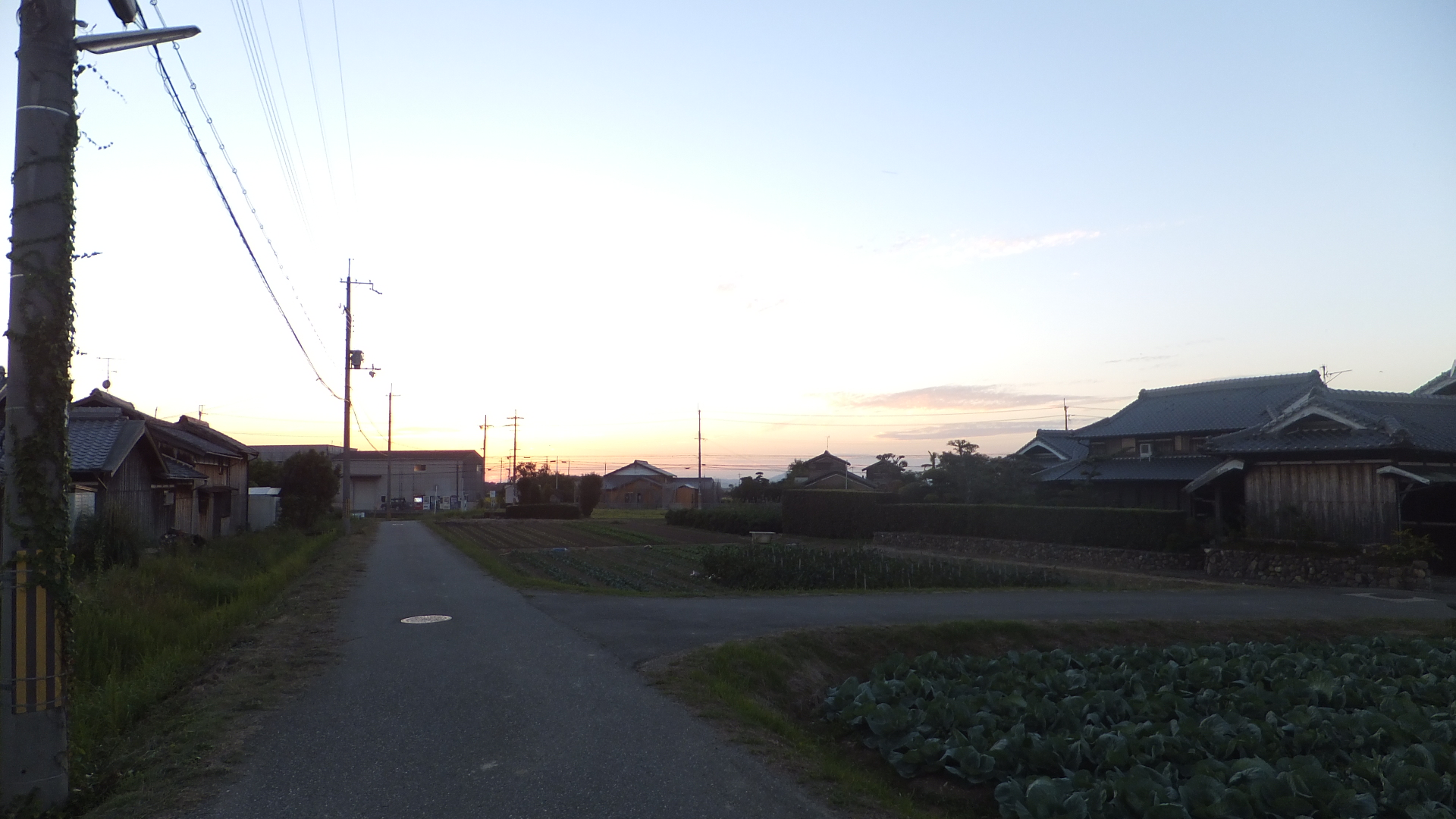
地内には農地と住宅地が混在している

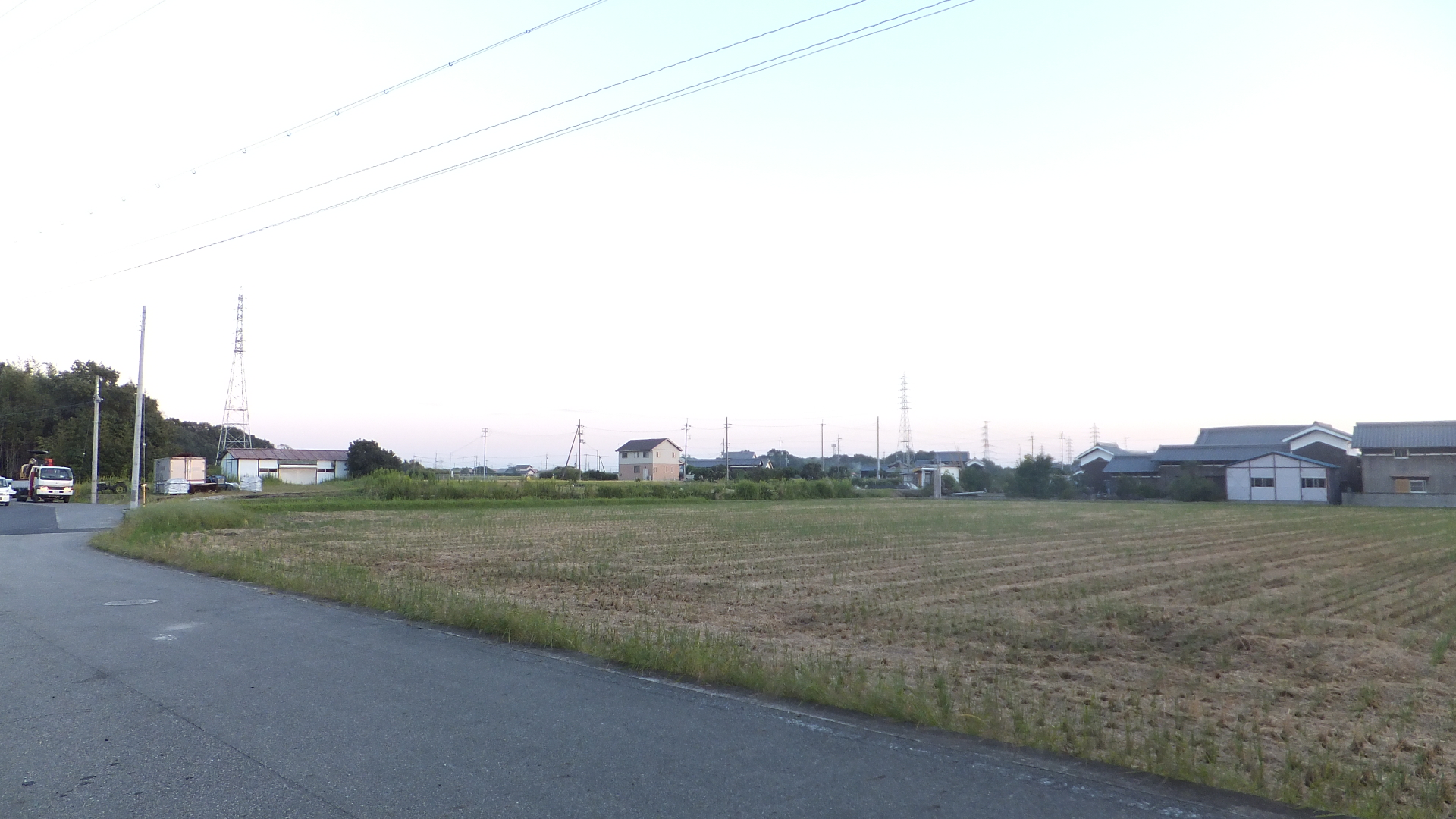
地内にある開墾された田園地帯

別所地区の南西側に位置し、美嚢川下流左岸の印南野台地がある丘陵地帯である。林であったところが1715年に井上治郎兵衛興治によって開発・開墾された田園地帯で、興治という地名も井上に由来するものである。現在は東西に兵庫県道514号志染土山線・南北に兵庫県道513号三木環状線が通過し、大小多くのため池があり、農地と住宅地が混在している。当初は興治新田と呼ばれていた。東側は別所町小林、西側は加古郡稲美町草谷、南側は神戸市西区神出町小束野・神出町広谷、北側は別所町高木・別所町東這田と接する。

## 歴史
- 1715年 - 井上治郎兵衛興治によって開発される[4][5]。
- 1954年6月1日 - 三木市を新設し、三木市別所町興治になる[7]。

### 字域の変遷
| 実施前               | 実施年       | 実施後           |
| -------------------- | ------------ | ---------------- |
| 美嚢郡別所村大字興治 | 1954年6月1日 | 三木市別所町興治 |

## 世帯数と人口
2022年（令和4年）2月28日現在の世帯数と人口は以下の通りである。
| 町丁     | 世帯数  | 人口  |
| -------- | ------- | ----- |
| 別所町巴 | 136世帯 | 440人 |

## 小・中学校の学区
市立小・中学校に通う場合、学区は以下の通りとなる。
| 番地 | 小学校             | 中学校             |
| ---- | ------------------ | ------------------ |
| 全域 | 三木市立別所小学校 | 三木市立別所中学校 |

## 施設
- 熊野神社 - 江戸時代に建立された。毎年10月に祭事が行われる[4]。
- 興治公民館
- 興治西集会所
- 秀楽会老人ホームしゅうらく苑
- 生田陸運
- ロイヤルオートパーツ
- 分境石 - 東側は明石藩領・西側は姫路藩領を記した嘉永6年（1853年）銘の分境石である[6]。

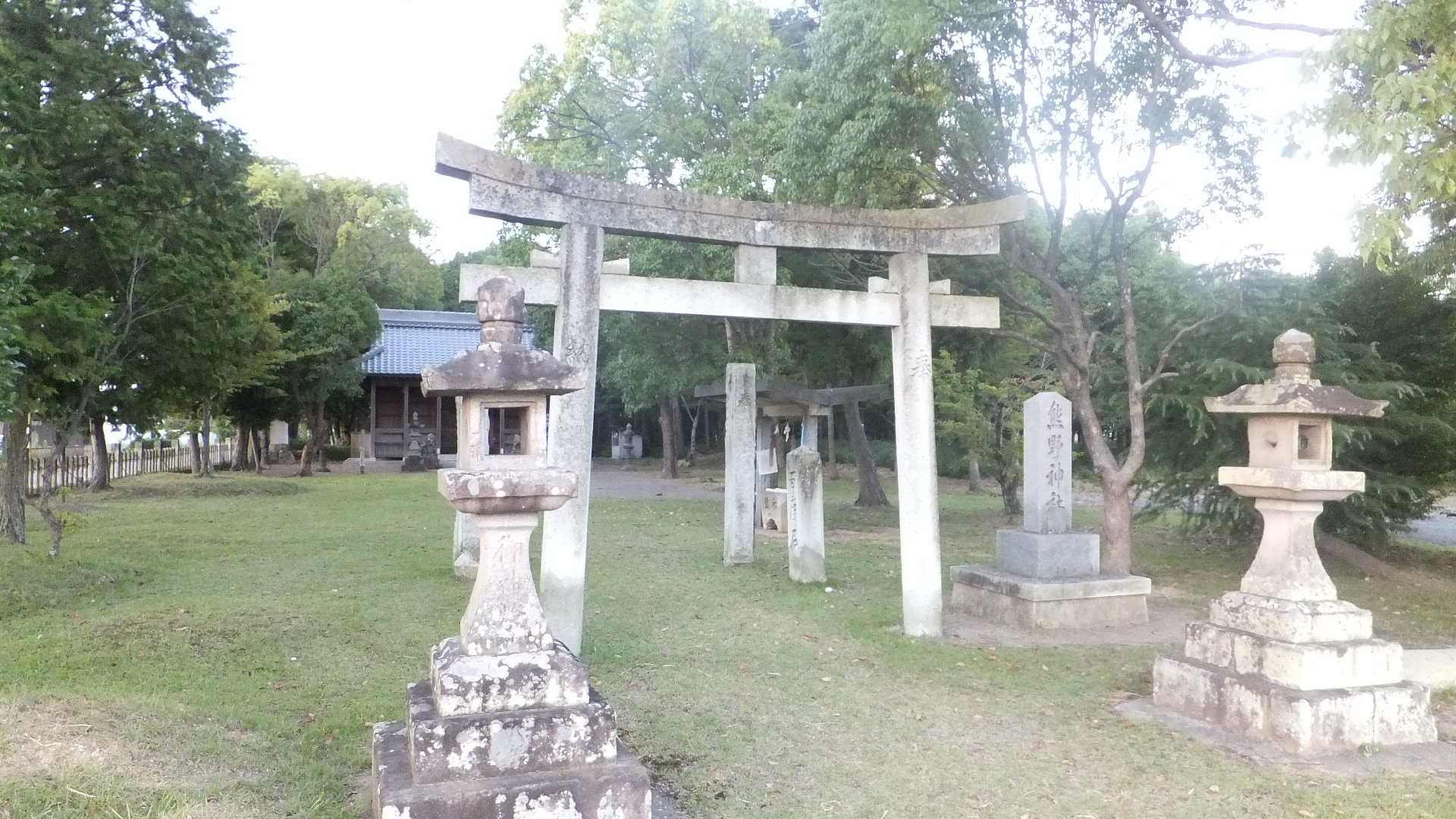
熊野神社
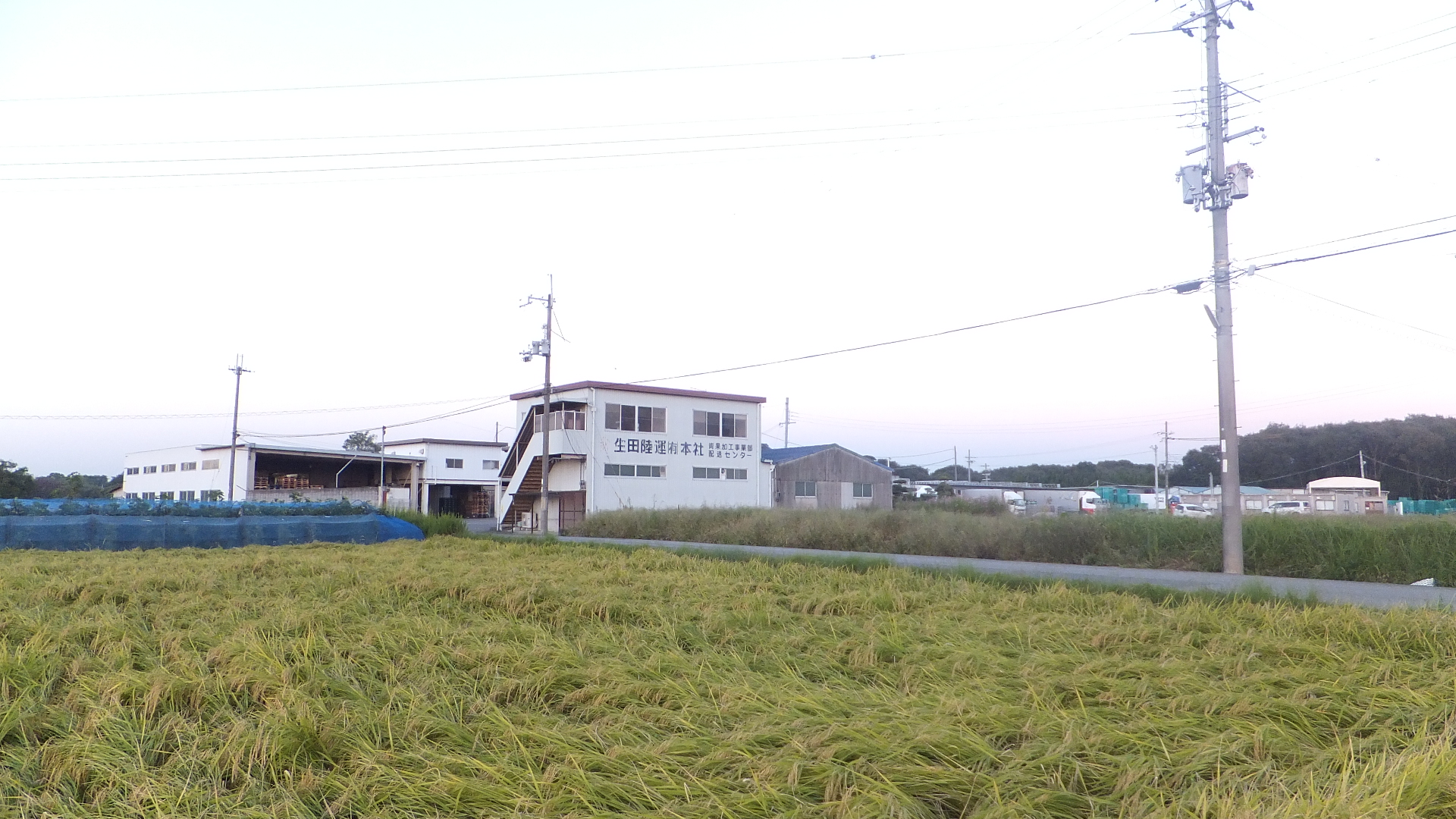
生田陸運

## 交通

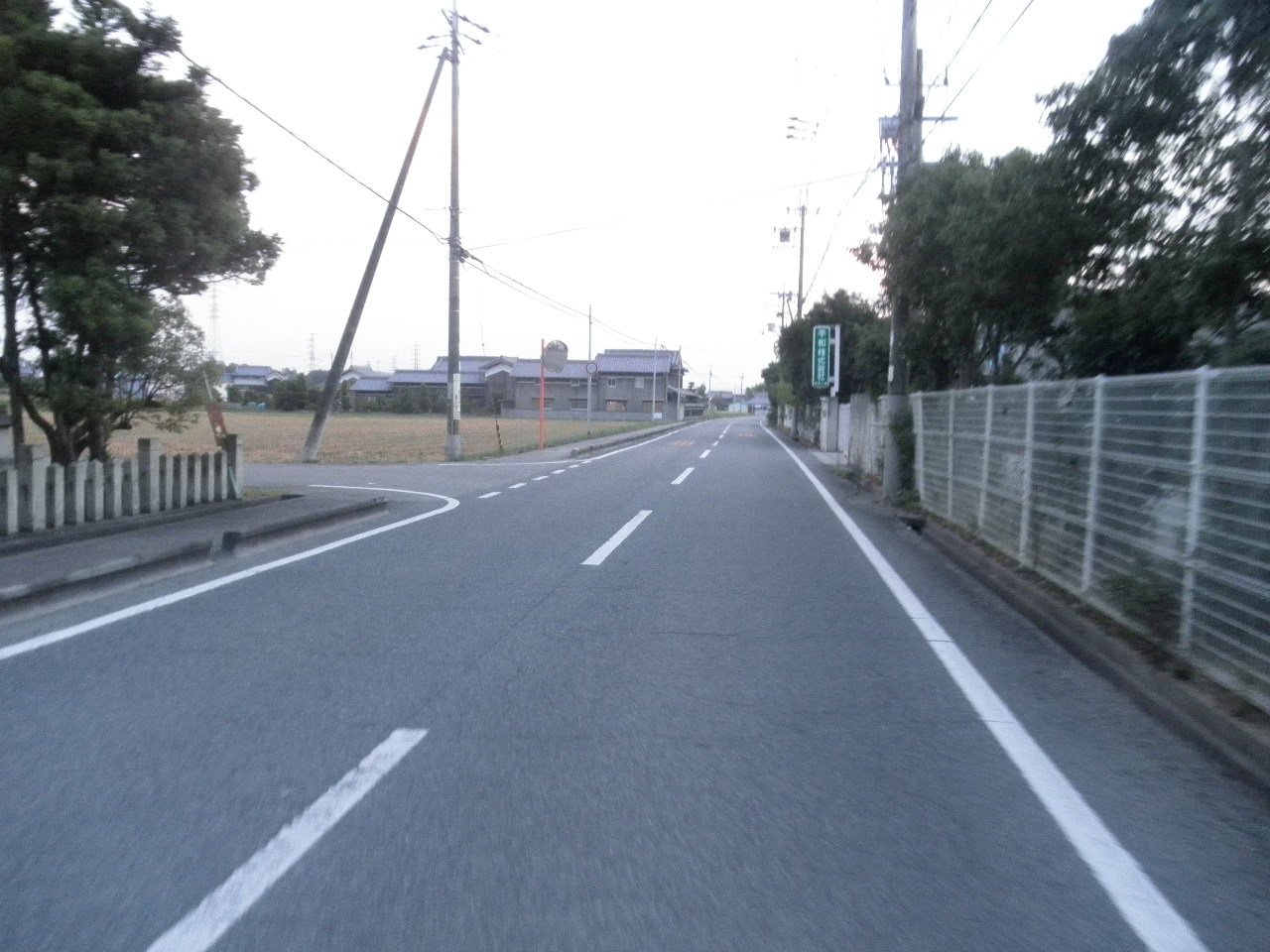
兵庫県道513号三木環状線

### 鉄道
地内には鉄道は走っていない。

### バス
- みっきぃバス

### 道路
- 兵庫県道513号三木環状線
- 兵庫県道514号志染土山線（地内は兵庫県道513号三木環状線と重複している）